# 皮拉內縣

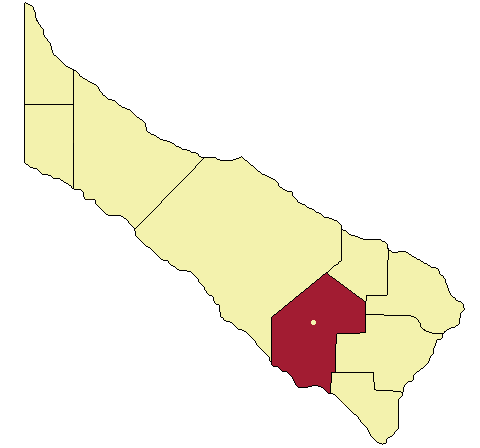

25°43′58″S 58°6′36″W / 25.73278°S 58.11000°W
皮拉內縣（西班牙語：Departamento Pirané），是阿根廷的縣份，位於該國東北部福爾摩沙省，首府設於皮拉內，南面是查科省，海拔高度8,425米，2010年人口64,556，人口密度每平方公里7.66人。